# Schloss Prausnitz
Schloss Prausnitz war eine Stadtburg in Prusice (Prausnitz), Woiwodschaft Niederschlesien. Historisch gehörte der Ort zum Landkreis Militsch.
Eine erste Burg im Ort wurde möglicherweise 1262 oder 1297 erbaut. Ab 1337 fiel der Ort an das Herzogtum Oppeln, das vermutlich einen steinernen Neubau erbauen ließ. Von 1691 bis 1693 wurde die Burg umgebaut, nach einem Brand 1806 großenteils abgebrochen. Einige Mauern und Kellerfragmente und ein Rundturm mit Achteckaufsatz aus dem 15. Jahrhundert sind vom Baubestand erhalten.